# Курганы (Шершунский сельсовет)
Курганы (бел. Курганы́) — деревня в Минском районе Минской области Республики Беларусь. В составе Шершунского сельсовета.

## География
Пролегает дорога Н-8965.
Ближайшие населённые пункты Бахметовка, Курневичи, аг. Шершуны и др.

### Гидрография
Река Удра.

## История
В 1905 году в Радошковской волости Вилейского уезда Виленской губернии.

## Население

### Численность
- 2009 год — 15 человек

### Динамика
- 1905 год — 20 человек (9 муж. и 11 жен.)[2]
- 1999 год — 17 человек (перепись населения)
- 2009 год — 15 человек (перепись населения)[2]